# 11120 Pancaldi
11120 Pancaldi è un asteroide della fascia principale. Scoperto nel 1996, presenta un'orbita caratterizzata da un semiasse maggiore pari a 2,2926364 UA e da un'eccentricità di 0,0846693, inclinata di 3,10052° rispetto all'eclittica.